# Liga Uruguaya de Básquetbol 2014-15
La XII Liga Uruguaya de Básquetbol 2014-15, organizada por la FUBB, comenzó el 26 de septiembre de 2014. Esta liga nuclea a los equipos de Primera División del Básquetbol uruguayo.

## Ascensos y descensos
| Club          | Ascendido por                            |
| ------------- | ---------------------------------------- |
| Larre Borges  | Campeón del Torneo Metropolitano 2013    |
| Guruyú Waston | Subcampeón del Torneo Metropolitano 2013 |

| Club           | Descendido por                          |
| -------------- | --------------------------------------- |
| Nacional       | 13° Liga Uruguaya de Básquetbol 2013-14 |
| Tabaré         | 14° Liga Uruguaya de Básquetbol 2013-14 |
| Unión Atlética | 15° Liga Uruguaya de Básquetbol 2013-14 |

## Equipos participantes
Notas: todos los datos estadísticos corresponden a la Liga Uruguaya de Básquetbol organizada por la FUBB. La columna "estadio" refleja el estadio dónde el equipo más veces oficia de local en sus partidos, pero no indica que el equipo en cuestión sea propietario del mismo.
| Club              | Ciudad     | Estadio                                 | Capacidad | Fundación                | Temporadas | Temp. Consecutivas | Ligas | 2013-14          |
| ----------------- | ---------- | --------------------------------------- | --------- | ------------------------ | ---------- | ------------------ | ----- | ---------------- |
| Aguada            | Montevideo | Estadio Aguatero                        | 3,738     | 28 de febrero de 1922    | 11         | 6                  | 1     | Semifinal        |
| Atenas            | Montevideo | Estadio Antonio María Borderes          | 1,565     | 11 de agosto de 1918     | 8          | 2                  | 0     | Semifinal        |
| Biguá             | Montevideo | Villa Biarritz                          | 1,200     | 14 de abril de 1931      | 11         | 11                 | 2     | Cuartos          |
| Bohemios          | Montevideo | Estadio Alberto Casal                   | 2,300     | 1 de mayo de 1932        | 8          | 7                  | 0     | Octavos          |
| Defensor Sporting | Montevideo | Estadio Alberto Casal (Bohemios)        | 2,300     | 14 de septiembre de 1910 | 12         | 12                 | 2     | Vicecampeón      |
| Goes              | Montevideo | Estadio Plaza de las Misiones           | 4,420     | 10 de abril de 1934      | 4          | 2                  | 0     | Cuartos          |
| Hebraica Macabi   | Montevideo | Estadio Antonio María Borderes (Atenas) | 1,565     | 25 de mayo de 1939       | 8          | 8                  | 1     | Cuartos          |
| Larre Borges      | Montevideo | Romeo Schinca                           |           | 17 de julio de 1927      | 3          | 1                  | 0     | Ascenso          |
| Malvín            | Montevideo | Gimnasio Juan Fco. Canil                | 1,500     | 28 de enero de 1938      | 11         | 11                 | 3     | Campeón          |
| Montevideo        | Montevideo | Gimnasio Hector Novick                  |           | 2 de diciembre de 1933   | 5          | 5                  | 0     | Octavos          |
| Olimpia           | Montevideo | Estadio Albérico J. Passadore           | 1,200     | 17 de septiembre de 1918 | 11         | 11                 | 0     | Octavos          |
| Sayago            | Montevideo | Gimnasio Roberto Moro                   | 600       | 15 de noviembre de 1923  | 10         | 10                 | 0     | Reclasificatorio |
| Trouville         | Montevideo | Gimnasio Club Trouville                 | 1,500     | 1 de abril de 1922       | 12         | 12                 | 1     | Cuartos          |

## Desarrollo: Clasificatorio
Esta Fase comenzó el 26 de septiembre, siendo el arranque oficial de la LUB. Conlcuida la misma se obtuvieron los ocho equipos que pasan a jugar la Súper Liga, y los cinco que pasan a la Permanencia.
| Puesto | Equipo            | PJ | PG | PP | Pts. |
| ------ | ----------------- | -- | -- | -- | ---- |
| 1º     | Malvín            | 12 | 10 | 2  | 22   |
| 2º     | Trouville         | 12 | 9  | 3  | 21   |
| 3º     | Defensor Sporting | 12 | 9  | 3  | 21   |
| 4º     | Aguada            | 12 | 8  | 4  | 20   |
| 5º     | Hebraica y Macabi | 12 | 8  | 4  | 20   |
| 6º     | Bohemios          | 12 | 8  | 4  | 20   |
| 7º     | Atenas            | 12 | 7  | 5  | 19   |
| 8º     | Goes              | 12 | 5  | 7  | 17   |
| 9º     | Larre Borges      | 12 | 5  | 7  | 17   |
| 10º    | Olimpia           | 12 | 3  | 9  | 15   |
| 11º    | Biguá             | 12 | 3  | 9  | 15   |
| 12º    | Montevideo        | 12 | 2  | 10 | 14   |
| 13º    | Sayago            | 12 | 1  | 11 | 13   |
| --     | Guruyú Waston     | 0  | 0  | 0  | --   |

|  | Equipos clasificados a la Super Liga  |
|  | Equipos clasificados a la Permanencia |

## Desarrollo: Súper Liga
Una vez concluida la Súper Liga se obtuvieron los cinco equipos clasificados a playoff y los tres restantes que jugarán el Reclasificatorio, junto con los tres equipos ganadores de la Permanencia.
| Puesto | Equipo            | PJ | PG | PP | Mit. Pts. | Pts. |
| ------ | ----------------- | -- | -- | -- | --------- | ---- |
| 1º     | Atenas            | 14 | 10 | 4  | 9,5       | 33,5 |
| 2º     | Malvín            | 14 | 8  | 6  | 11        | 33   |
| 3º     | Hebraica y Macabi | 14 | 9  | 5  | 10        | 33   |
| 4º     | Trouville         | 14 | 8  | 6  | 10,5      | 32,5 |
| 5º     | Defensor Sporting | 14 | 7  | 7  | 10,5      | 31,5 |
| 6º     | Aguada            | 14 | 6  | 8  | 10        | 30   |
| 7º     | Goes              | 14 | 5  | 9  | 8,5       | 27,5 |
| 8º     | Bohemios          | 14 | 3  | 11 | 10        | 27   |

|  | Equipos clasificados a los Play-Offs     |
|  | Equipos clasificados al Reclasificatorio |

## Desarrollo: Permanencia
Una vez concluida la Permanencia se obtuvieron los tres equipos clasificados al Reclasificatorio (junto con los tres equipos perdedores de la Super Liga) y los dos restantes que descenderán al Metropolitano 2015.
| Puesto | Equipo       | PJ | PG | PP | Mit. Pts. | Pts. |
| ------ | ------------ | -- | -- | -- | --------- | ---- |
| 1º     | Larre Borges | 8  | 5  | 3  | 8,5       | 21,5 |
| 2º     | Biguá        | 8  | 5  | 3  | 7,5       | 20,5 |
| 3º     | Olimpia      | 8  | 4  | 4  | 7,5       | 19,5 |
| 4º     | Sayago       | 8  | 5  | 3  | 6,5       | 19,5 |
| 5º     | Montevideo   | 8  | 1  | 7  | 7         | 16   |

|  | Equipos clasificados al Reclasificatorio |
|  | Equipos descendidos al Metro 2015        |

## Desarrollo: Reclasificatorio
Una vez concluido el Reclasificatorio se obtuvieron los tres equipos clasificados a los Play Offs, junto con los cinco equipos ganadores de la Super Liga.
| Llave 1 |   | Llave 2 |   | Llave 3      |   |
| ------- | - | ------- | - | ------------ | - |
| Aguada  | 3 | Goes    | 3 | Bohemios     | 2 |
| Olimpia | 0 | Biguá   | 2 | Larre Borges | 3 |

|  | Equipos clasificados a los Play-Offs |

## Desarrollo: Play off
|  | Cuartos de final       | Cuartos de final       |                   |        | Semifinales            | Semifinales            |  |           | Final                  | Final                  |  |
|  | Al mejor de 5 partidos | Al mejor de 5 partidos |                   |        | Al mejor de 5 partidos | Al mejor de 5 partidos |  |           | Al mejor de 7 partidos | Al mejor de 7 partidos |  |
|  |                        |                        |                   |        |                        |                        |  |           |                        |                        |  |
|  |                        |                        |                   |        |                        |                        |  |           |                        |                        |  |
|  | Atenas                 | 3                      |                   |        |                        |                        |  |           |                        |                        |  |
|  | Atenas                 | 3                      |                   |        |                        |                        |  |           |                        |                        |  |
|  | Larre Borges           | 1                      |                   |        |                        |                        |  |           |                        |                        |  |
|  | Larre Borges           | 1                      |                   | Atenas | 0                      |                        |  |           |                        |                        |  |
|  |                        |                        |                   | Atenas | 0                      |                        |  |           |                        |                        |  |
|  |                        |                        | Trouville         | 3      |                        |                        |  |           |                        |                        |  |
|  | Trouville              | 3                      | Trouville         | 3      |                        |                        |  |           |                        |                        |  |
|  | Trouville              | 3                      |                   |        |                        |                        |  |           |                        |                        |  |
|  | Defensor Sporting      | 2                      |                   |        |                        |                        |  |           |                        |                        |  |
|  | Defensor Sporting      | 2                      |                   |        |                        |                        |  | Trouville | 1                      |                        |  |
|  |                        |                        |                   |        |                        |                        |  | Trouville | 1                      |                        |  |
|  |                        |                        | Malvín            | 4      |                        |                        |  |           |                        |                        |  |
|  | Malvín                 | 3                      | Malvín            | 4      |                        |                        |  |           |                        |                        |  |
|  | Malvín                 | 3                      |                   |        |                        |                        |  |           |                        |                        |  |
|  | Goes                   | 1                      |                   |        |                        |                        |  |           |                        |                        |  |
|  | Goes                   | 1                      |                   | Malvín | 3                      |                        |  |           |                        |                        |  |
|  |                        |                        |                   | Malvín | 3                      |                        |  |           |                        |                        |  |
|  |                        |                        | Hebraica y Macabi | 2      |                        |                        |  |           |                        |                        |  |
|  | Hebraica y Macabi      | 3                      | Hebraica y Macabi | 2      |                        |                        |  |           |                        |                        |  |
|  | Hebraica y Macabi      | 3                      |                   |        |                        |                        |  |           |                        |                        |  |
|  | Aguada                 | 1                      |                   |        |                        |                        |  |           |                        |                        |  |
|  | Aguada                 | 1                      |                   |        |                        |                        |  |           |                        |                        |  |
|  |                        |                        |                   |        |                        |                        |  |           |                        |                        |  |

| Campeón de la LUB 2015-16         |
| --------------------------------- |
| Malvín 4to títuloTítulo de la LUB |